# 詹姆斯·L·布鲁克斯
詹姆斯·劳伦斯·布鲁克斯（英語：James Lawrence Brooks，1940年5月9日—）是一位美国制片人、剧作家与电影导演。他曾获得过3次奥斯卡奖与20次艾美奖；同时，他还是金球奖的持有者。
詹姆斯的作品有许多，其中最著名的美国电视节目有《玛丽·泰勒·穆尔秀》《辛普森一家》（他在其中创造了各种各样的角色，其中包括整个布维尔家族）《罗达》与《出租车》等。他最著名的电影是1983年的《母女情深》，这部电影让他在1984年获得了三项奥斯卡奖。